# George Burdi
George Burdi (* 1970 in Toronto, Ontario), auch bekannt unter dem Pseudonym George Eric Hawthorne, ist ein kanadischer Musiker und ehemaliger Musikunternehmer. Er war Aktivist in der rechtsextremen World Church of the Creator und in der nordamerikanischen rassistischen Musikszene aktiv, von der er sich später abwandte.

## Leben
Burdi wurde 1970 in einem Suburb von Toronto als Sohn eines Versicherungsverkäufers geboren. Er wuchs in einer katholischen Familie auf und war Ministrant. Seine eigene Kindheit beschrieb er rückblickend als glücklich. Der Junge galt als intelligent und wissbegierig. Selbst gab er an, in der frühen Adoleszenz bereits die Bibel vollständig gelesen zu haben.
Mit 16 Jahren entdeckte er für sich den deutschen Philosophen Friedrich Nietzsche und zeigte großes Interesse an dessen Philosophie. Später bezeichnete er die Beschäftigung mit dessen Werk als das Erwachen der „rassischen Seele“ in ihm. In Nietzsches Schrift „Der Antichrist“ sah er ein antichristliches Manifest für White-Power-Aktivisten in Amerika und Europa. Ferner setze sich Burdi auch mit anderen bedeutenden Gestalten der westlichen Zivilisation auseinander, so etwa Platon, Thukydides, Cicero, William Shakespeare, Edgar Allan Poe, Francis Bacon, Fjodor Dostojewski oder Bernhard Shaw.
Während seiner Zeit an der High School zeigte er keine Hinweise auf ein rassistisches Weltbild, sondern war vielmehr gut in seine Umgebung integriert und allgemein beliebt. Er war Mitglied in der Football-Mannschaft sowie Präsident der Studentenvertretung. Auch gehörte er einer multikulturellen Gruppe namens „Chocolate Cake Club“ an, die sich aus Weißen sowie Schwarzen zusammensetzte. Er begeisterte sich zunehmend für Fitness und begann ein regelmäßiges Workout zu betreiben, wodurch er bei einer Größe von sechs Fuß über 200 Pfund wog.
Mit 18 Jahren hatte Burdi eine deutsche Freundin, deren Vater ein nationalsozialistisches Weltbild hatte und ihn mit Literatur von Autoren wie Ernst Zündel versorgte, von welcher er schnell fasziniert war. Hierüber fand Burdi den Weg in die Neonazi-Bewegung. Unter dem Pseudonym Reverend George Eric Hawthorne gründete er 1989 die Band RaHoWa. Der Bandname ist ein Kürzel für die Phrase Racial Holy War (zu deutsch: Heiliger Rassenkrieg). RaHoWa war in den 1990er Jahren wichtige Band für die Szene.
Vom französischen Plattenlabel Rebelles Européens bekam die Band zur Produktion des 1. Albums Declaration of War 3.000 US-Dollar – das fertig eingespielte Album kam aber postwendend zurück, da das Postfach des Labels nicht mehr existierte. Daraufhin gründete Burdi sein eigenes Label Resistance Records, welches auch weitere Bands beheimatet. Neben der Musikproduktion arbeitet die Firma auch an einer Internet-Präsenz und einem Magazin. Der Plattenvertrieb setzte knapp 100.000 Kopien im Jahr ab und das dazugehörige Resistance Magazine berichtete stets aktuell dazu.
Burdi wurde 1995 zu einer einjährigen Haftstrafe verurteilt, nachdem er 1993 auf einem RaHoWa-Konzert in Ottawa einer anti-rassistischen Aktivistin ins Gesicht getreten hatte. 1997 durchsuchte die Polizei sein Zuhause sowie die Geschäftsräume von Resistance Records. In der Folge stieg er aus der rechtsextremen Bewegung aus. 1999 erklärte er vor dem Gerichtshof in Windsor, er bereue seine früheren Aktivitäten. Er wurde zu einem Jahr Gefängnisstrafe und zwei Jahren „Gemeindearrest“ verurteilt, während derer er sich nicht an rassistischen Aktivitäten beteiligen oder Kontakt zu Resistance Records oder den anderen Mitgliedern von Rahowa haben durfte. 2001 verkaufte Burdi Resistance Records an William Luther Pierce von der National Alliance für 250.000 US-Dollar. Sein Ausstieg wurde von amerikanischen Neonazis als Verrat eingestuft, die Band People Haters etwa veröffentlichte ein Schmählied mit dem Titel Dirty Burdi. Negativ stieß seinen früheren Gefährten auch auf, dass Burdis neue Freundin nicht-europäischer Abstammung war.
Anschließend war er Mitglied der Band Novacosm, deren Produzent Afroamerikaner und deren Gitarrist jüdisch war. Das letzte mit dieser Band veröffentlichte Lied war eine Neuvertonung des RaHoWa-Liedes Ode To A Dying People mit weitgehend unverändertem Text. Danach wurde es still um Burdi.
2017 kam unter dem Namen Ueberfolk ein neues Album auf den Markt, bei dem es sich laut Burdi aber um keine offizielle Veröffentlichung handelt, sondern ein Bootleg mit Demo-Liedern seines neuen Folk-Projekts mit dem Namen Überfolk. 2019 erschien das fertiggestellte Album mit dem Titel Music for Nations, das Burdi zusammen mit Cat Weiss aufgenommen hatte. Darunter befindet sich mit Waiting For The Fall auch ein Cover der amerikanischen Folk-Band Changes.

## Diskografie

### Mit RaHoWa
- 1993: Declaration of War (indiziert am 30. Oktober 1999[7])
- 1995: Cult of the Holy War (indiziert am 29. April 2006[8])

### Mit Novacosm
- 2002: Everything Forever

### Mit Überfolk
- 2019: Music for Nations